# Моди (дем Платания)
Вижте пояснителната страница за други значения на Моди.
Моди (на гръцки: Μόδι, катаревуса Μόδιον, Модион) е село в Република Гърция, разположено на остров Крит, дем Платанияс. Селото е има население от 268 души.

## Личности
Родени в Моди
- Георгиос Проимакис (Γεώργιος Πρωιμάκης), деец на Гръцката въоръжена пропаганда в Македония[2]